# Susan Silver
Susan Jean Silver (Seattle, 17 luglio 1958) è una manager discografica statunitense. Attiva nella scena musicale di Seattle dagli anni Novanta, è stata manager di band quali Soundgarden, Alice in Chains e Screaming Trees. Nel 1991 è nominata "figura più potente del management rock locale" dal The Seattle Times.

## Biografia
Laureata in cinese alla University of Washington, fa le sue prime esperienze nel mondo della musica collaborando all'organizzazione di feste e serate con Jonathan Poneman, poi noto come co-fondatore della Sub Pop. Il suo primo impegno come manager è con le band The U-Men e First Thought, nel 1983.
Nel 1985 conosce Chris Cornell, il cantante dei Soundgarden, con il quale farà coppia per i successivi diciassette anni. L'anno successivo Silver diviene manager della band, ed in seguito si occupa anche degli Screaming Trees, che lascia nel 1992. Dopo l'incontro con il manager Kelly Curtis inizia a seguire con lui gli Alice in Chains, di cui diviene l'unica manager, quando questi si dedica a tempo pieno ai Pearl Jam. Nel 1990 Susan Silver e Chris Cornell si sposano, e nello stesso anno Kurt Cobain e Krist Novoselic le propongono di diventare manager dei Nirvana, proposta che lei declina perché già impegnata con le sue band. Oltre alle già menzionate, Susan Silver segue anche le band Hater, Inflatable Soule, Crackerbox, Sweet Water, Sponge, la cantante Kristen Barry e il producer Terry Date.
Per quanto riguarda l'essere una donna in un ambiente tipicamente maschile, Silver indica due figure femminili di riferimento nell'ambiente: Sharon Osbourne, manager nonché moglie di Ozzy, e Michele Anthony (attuale executive VP della Universal), che negoziò il contratto degli Alice in Chains alla Columbia.
Nel 1998, con lo scioglimento dei Soundgarden e l'inattività prolungata degli Alice in Chains, Silver si prende una pausa per dedicarsi alla vita personale. A lei è dedicata la canzone Moonchild, contenuta nel primo disco solista di Chris Cornell, Euphoria Morning (1999).
Nel 2000 nasce la sua prima ed unica figlia, Lilian Jean Cornell Silver, detta Lily. Nel 2002 Silver e Cornell si separano, e nello stesso anno muore di overdose Layne Staley, il cantante degli Alice in Chains. Nel 2004 viene ufficializzato il divorzio da Chris Cornell, seguito da pesanti risvolti giudiziari ed economici.
Nel 2005 Silver riprende l'attività di management con Deborah Semer e la Atmosphere Artist Management. Nel 2009, con David Benveniste e la Velvet Hammer Management, torna ad occuparsi degli Alice in Chains, riformatisi con il nuovo cantante William DuVall dopo anni di inattività.
Silver è co-proprietaria del The Crocodile, club di Seattle inserito da Rolling Stone al numero 7 dei migliori locali degli USA (2013). I suoi soci sono Sean Kinney, batterista degli Alice in Chains, Marcus Charles co-fondatore dei Capitol Hill Block Party, Peggy Curtis ed Eric Howk, chitarrista dei Portugal.The Man.
Nel luglio 2017 viene intervistata insieme al chitarrista dei Soundgarden Kim Thayil per l'edizione Blu Ray del documentario Hype! (1996), nel quale definisce Chris Cornell, morto due mesi prima, il più grande cantante della sua generazione.
Nel 2019, Silver ha intervistato la celebre teorica e attivista femminista Gloria Steinem al Paramount Theater di Seattle, in occasione della presentazione del libro di quest'ultima, The Truth Will Set You Free, But First It Will Piss You Off!.
Nel 2021 Silver è ospite del format Mind Wide Open ideato dalla figlia Lily e dedicato alla salute mentale.

## Filmografia
- 1996 : Hype!, documentario
- 2001 : VH1 News Special : Grunge, docufilm
- 2011 : Pearl Jam Twenty, documentario
- 2012 : Metal Evolution, TV Series documentary : Grunge
- 2021 : Loudwire: 30 Years of Grunge, TV Mini Series documentary: Who Invented Grunge?